# Бергюн-Філізур
Бергюн-Філізур (нім. Bergün Filisur) — громада  в Швейцарії в кантоні Граубюнден, регіон Альбула.

## Географія
Громада розташована на відстані близько 180 км на схід від Берна, 27 км на південний схід від Кура.
Бергюн-Філізур має площу 190,1 км², з яких на 1% дозволяється будівництво (житлове та будівництво доріг), 19,8% використовуються в сільськогосподарських цілях, 27,5% зайнято лісами, 51,7% не є продуктивними (річки, льодовики або гори).

## Демографія
2019 року в громаді мешкало 898 осіб (-5,3% порівняно з 2010 роком), іноземців було 17,6%. Густота населення становила 5 осіб/км².
За віковим діапазоном населення розподілялося таким чином: 15,9% — особи молодші 20 років, 59,5% — особи у віці 20—64 років, 24,6% — особи у віці 65 років та старші. Було 404 помешкань (у середньому 2,1 особи в помешканні).
Із загальної кількості 571 працюючого 127 було зайнятих в первинному секторі, 104 — в обробній промисловості, 340 — в галузі послуг.